# Kaševar
Kaševar (izvirno srbsko Кашевар) je naselje v Srbiji, ki upravno spada pod Občino Blace; slednja pa je del Topliškega upravnega okraja.